# Friedrich Eggli
Friedrich Eggli (Rüti bei Büren, 7 november 1838 - Bern, 24 januari 1895) was een Zwitsers politicus.
Friedrich Eggli volgde onderwijs in Rüti bei Büren en studeerde van 1858 tot 1862 rechten in Bern. Sinds 1862 was hij beëdigd advocaat en van 1863 tot 1865 was hij alszodanig werkzaam in Büren. Van 1865 tot 1870 was hij districtsprocureur van Seeland. Van 1870 tot 1874 was hij procureur-generaal van het kanton Bern en van 1874 tot 1882 was hij hoofdprocureur van het kanton Bern. 
Friedrich Eggli was lid van de Radicale Partij (voorloper van de Vrijzinnig Democratische Partij). Van 1866 tot 1878 was hij lid van de Nationale Raad (tweede kamer Bondsvergadering) en van 1888 tot 1895 van de Kantonsraad (eerste kamer Bondsvergadering). Van 5 juni tot 4 december 1893 was hij voorzitter van de Kantonsraad. 
Friedrich Eggli was van 1882 tot 1895 lid van de Regeringsraad van het kanton Bern. Hij beheerde achtereenvolgens de departementen van Justitie en Gemeente- en Kerkwezen. Van 1 juni 1884 tot 31 mei 1885 en van 1 juni 1891 tot 31 mei 1892 voorzitter van de Regeringsraad (dat wil zeggen regeringsleider) van het kanton Bern.
Hij was aanvankelijk een tegenstander van een grondwetshervorming (1888), waar later werkte hij uiteindelijk mee aan de grondwetshervorming van 1893.
Hij overleed op 56-jarige leeftijd, op 24 januari 1895 in Bern.